# Рикелме Фелипе
Рикелме Фелипе Силва де Алмейда (порт. Riquelme Felipe Silva de Almeida; родился 13 марта 2007) — бразильский футболист, вингер клуба «Флуминенсе».

## Клубная карьера
Уроженец Арасатубы (штат Сан-Паулу), Рикелме является воспитанником футбольной академии клуба «Флуминенсе», за которую выступал с десяти лет. В апреле 2023 года подписал свой первый профессиональный контракт с клубом.
В основном составе «трёхцветных» дебютировал 12 января 2025 года в матче Чемпионата Кариока против клуба «Сампайо Корреа». 18 мая 2025 года дебютировал в бразильской Серии A в матче против клуба «Жувентуде».